# Giulio Campanati
Giulio Campanati (Milánó, 1923. június 15. – Milánó, 2011. október 30.) olasz nemzetközi labdarúgó-játékvezető.

## Pályafutása

### Nemzeti játékvezetés
A játékvezetői vizsgát 1940-ben tette le. A küldési gyakorlat szerint rendszeres partbírói tevékenységet is végzett. 1948-ban lett a Serie A játékvezetője. A nemzeti játékvezetéstől 1966-ban vonult vissza. Első ligás mérkőzéseinek száma: 166.

#### Nemzeti kupamérkőzések
Vezetett kupadöntők száma: 2.

##### Olasz labdarúgókupa
| Időpont             | Helyszín                 | Mérkőzés típusa   | Mérkőzés                | Eredmény |
| ------------------- | ------------------------ | ----------------- | ----------------------- | -------- |
| 1964. szeptember 6. | Olimpiai Stadion, Róma   | döntő             | AS Cisco Roma–Torino FC | 0 : 0    |
| 1964. november 1.   | Olimpiai Stadion, Torino | megismételt döntő | Torino FC–AS Cisco Roma | 0 : 1    |

#### Nemzetközi játékvezetés
Az Olasz labdarúgó-szövetség Játékvezető Bizottsága (JB) terjesztette fel nemzetközi játékvezetőnek, a Nemzetközi Labdarúgó-szövetség (FIFA) 1956-tól tartotta nyilván bírói keretében. Több nemzetek közötti válogatott és klubmérkőzést vezetett, vagy működő társának partbíróként segített. Az aktív nemzetközi játékvezetéstől 1966-ban búcsúzott. Válogatott mérkőzéseinek száma: 13.

#### Olimpiai játékok
Az 1960. évi nyári olimpiai játékok labdarúgó tornájának mérkőzésein a FIFA JB bíróként alkalmazta.

##### 1960. évi nyári olimpiai játékok
| Időpont             | Helyszín                 | Mérkőzés típusa              | Mérkőzés      | Eredmény | Nézők száma |
| ------------------- | ------------------------ | ---------------------------- | ------------- | -------- | ----------- |
| 1960. szeptember 1. | Városi Stadion, L’Aquila | csoportmérkőzés (C. csoport) | Dánia–Tunézia | 3 : 1    | 2 000       |

#### Nemzetközi kupamérkőzések
Vezetett kupadöntők száma: 1.

##### Vásárvárosok kupája
A tornasorozat 8. döntőjének – az első olasz – bírója.
| Időpont              | Helyszín                    | Mérkőzés típusa        | Mérkőzés                 | Eredmény | Nézők száma |
| -------------------- | --------------------------- | ---------------------- | ------------------------ | -------- | ----------- |
| 1962. szeptember 12. | Camp Nou Stadion, Barcelona | döntő második mérkőzés | FC Barcelona–Valencia CF | 1 : 1    | 60 000      |

##### Bajnokcsapatok Európa-kupája
| Időpont            | Helyszín                    | Mérkőzés típusa                  | Mérkőzés                | Eredmény |
| ------------------ | --------------------------- | -------------------------------- | ----------------------- | -------- |
| 1957. november 20. | Svájci Stadion, Bern        | egyik nyolcaddöntő               | BSC Young Boys–Vasas SC | 1 : 1    |
| 1971. február 3.   | Fáy utcai Stadion, Budapest | egyik nyolcaddöntő (2. mérkőzés) | Vasas SC–Feyenoord      | 0 : 3    |

##### Kupagyőztesek Európa-kupája
| Időpont           | Helyszín                | Mérkőzés típusa              | Mérkőzés      | Eredmény |
| ----------------- | ----------------------- | ---------------------------- | ------------- | -------- |
| 1964. április 15. | Városi Stadion, Glasgow | egyik elődöntő (1. mérkőzés) | Celtic FC–MTK | 3 : 0    |

#### A magyar labdarúgó-válogatott mérkőzései (1902–1929)
| Időpont           | Helyszín               | Mérkőzés típusa          | Mérkőzés                 | Eredmény | Nézők száma |
| ----------------- | ---------------------- | ------------------------ | ------------------------ | -------- | ----------- |
| 1959. április 19. | Népstadion, Budapest   | 354. válogatott mérkőzés | Magyarország–Jugoszlávia | 4 : 0    | 100 000     |
| 1964. október 4.. | Wankdorf Stadion, Bern | 406. válogatott mérkőzés | Svájc–Magyarország       | 0 : 2    | 31 636      |
| 1966. június 5.   | Népstadion, Budapest   | 417. válogatott mérkőzés | Magyarország–Svájc       | 3 : 1    | 30 000      |

## Sportvezetőként
- Aktív pályafutását befejezve 1968]–1992 között a FIFA JB/UEFA JB tagja, nemzetközi ellenőre.
- 1972–1990 között az olasz JB elnöke, az FIGC menedzsere.

## Szakmai sikerek
- 1960-ban az Év játékvezetője elismerő cím mellett megkapta dr. Giovanni Mauro alapítvány díját.
- 2000-ben az UEFA elismerésbe részesítette sportvezetői szolgálataiért,

## Külső hivatkozások
- Giulio Campanati. World Referee. [2011. szeptember 22-i dátummal az eredetiből archiválva]. (Hozzáférés: 2012. december 29.)
- Giulio Campanati. footballzz.com. (Hozzáférés: 2012. december 29.)
- Giulio Campanati. footballdatabase.eu. (Hozzáférés: 2012. december 29.)
- Giulio Campanati. eu-football.info. (Hozzáférés: 2012. december 29.)

| Elődje: Cesare Jonni | Giovanni Mauro díj 1960 | Utódja: Pietro Bonetto |

| Elődje: Antonio Sbardella | Olasz labdarúgókupa döntő 1963–1964 | Utódja: Giulio Campanati |